# راؤول سيلفا هينريكز
راؤول سيلفا هينريكز (بالإسبانية: Raúl Silva Henríquez)‏ هو كاهن كاثوليكي ومحامي تشيلي، ولد في 27 سبتمبر 1907 في تالكا في تشيلي، وتوفي في 9 أبريل 1999 في سانتياغو في تشيلي.

## وصلات خارجية
- راؤول سيلفا هينريكز على موقع مونزينجر (الألمانية)